# Verfassungsstaat
In der Geschichts- und Politikwissenschaft bezeichnet Verfassungsstaat – in einem weiten formellen Sinne des Begriffes – ein Staatswesen, in dem die Staatsgewalt an eine Verfassung gebunden ist, welche ihre Herrschaftsmacht begrenzt.
Im Staatsrecht wird der Begriff Verfassungsstaat überwiegend in einem engen inhaltlich-materiellen Sinne verwendet: er bezieht sich auf einen bestimmten Idealtypus des Verfassungsstaates, nämlich den freiheitlich-demokratischen Rechtsstaat westlicher Prägung. Die Begriffe Verfassungsstaat und Rechtsstaat sind insofern eng miteinander verbunden, wenngleich sie in inhaltlicher Hinsicht nicht deckungsgleich sind.

## Grundlegendes

### Begriff
Der Begriff Verfassungsstaat bezeichnet ein Staatswesen, in dem die Staatsgewalt an eine Verfassung gebunden ist, welche ihre Herrschaftsmacht begrenzt. Die Verfassung regelt den grundlegenden organisatorischen Staatsaufbau, die territoriale Gliederung des Staates (gegebenenfalls die Beziehung zu seinen Gliedstaaten) und sein Verhältnis zu anderen Staaten sowie die Verhältnisse zu seinen Normunterworfenen (den Staatsbürgern und anderen Einwohnern des Staatsgebiets etc.). Die auf diese Weise konstituierten Staatsgewalten sind an die Verfassung als oberste Norm gebunden und ihre Macht über die Norm begrenzt, insofern die letztere nur in einem besonders geregelten Verfahren (in der Regel mit hohen politischen Hürden) geändert werden kann.
Zu den verfassungsstaatlichen Formen der Beschränkung staatlicher Machtausübung gehören sowohl staatsrechtliche Schranken des Handelns der Staatsorgane, wie das Rechtsstaatsprinzip oder die Verfassungsgerichtsbarkeit (oder mitunter die geschriebene Verfassung, der Normenkatalog der Verfassungsurkunde und ihre rechtliche Bedeutung, selbst), wie auch institutionelle Vorkehrungen zur Machtbeschränkung, die sich in einem besonderen Aufbau des Regierungssystems niederschlagen können, wie etwa der Gewaltenteilung im Allgemeinen oder der Existenz eines Verfassungsgerichts im Besonderen.
Eine geschriebene Verfassung allein (eine Verfassungsurkunde) ist keine notwendige Voraussetzung für das Vorhandensein von Verfassungsstaatlichkeit, da das Prinzip auch auf andere Weise, etwa durch mehrere Staatsgrundgesetze mit Verfassungsrang oder durch gewohnheitsrechtliche Schranken und die entsprechende Staatspraxis verwirklicht werden kann.

### Politikwissenschaftliche Typologien
Anhand politikwissenschaftlicher Kriterien wie der Unterscheidung politischer Regime nach den Merkmalen z. B. monarchisch/republikanisch, präsidial/parlamentarisch, repräsentativ/plebiszitär (indirekt / direkt) können folgende Spielarten des Verfassungsstaates unterschieden werden:
- konstitutionelle Monarchien (z. B. das Großherzogtum Luxemburg), parlamentarische Monarchien (z. B. das Königreich Spanien),
- präsidiale Republiken (z. B. die USA), semi-präsidentielle Republiken (z. B. die Französische Republik), parlamentarisch-repräsentative Republiken (z. B. die Bundesrepublik Deutschland), parlamentarisch-plebiszitäre Republiken (z. B. die Schweizerische Eidgenossenschaft, siehe auch halbdirekte Demokratie).

Nach dem territorialen Organisationsprinzip unterscheidet man zwischen föderalistischen oder zentralistischen Verfassungsstaaten. Im Deutschland besitzen die 16 Gliedstaaten jeweils eine eigene Landesverfassung. Beispiel für eine föderale parlamentarische Monarchie ist das Königreich Belgien. Die französische Republik ist ein Musterbeispiel für einen zentralistischen Einheitsstaat.

### Rechtswissenschaftliches Verständnis

#### Verfassungsvergleichung – Rechtsstaatsprinzip und Verfassungswirklichkeit
Nach rechtspositivistischem Verfassungsverständnis – Recht, Ethik und Politik sind als getrennte Systeme zu betrachten (Trennungsthese) – meint Verfassungsstaat, ohne weitere Präzisierung, einen wertneutralen, formalen Begriff. Auch Nicht-Rechtsstaaten – in der politischen Diskussion werden Bezeichnungen wie „Unrechtsstaat“, „Diktatur des Proletariats“, „totalitärer Staat“, „Polizeistaat“, „Schurkenstaat“ gebraucht – sind nach dieser Position „Verfassungsstaaten“, sofern sie eine formale Verfassung besitzen.
Gegen diese rechtspositivistische Position steht das werteorientierte, rechtsstaatliche Verfassungsverständnis, welches Rückgriff auf naturrechtliches Gedankengut nimmt (wie z. B. Menschenwürde, Gerechtigkeit): es stellt moralische Anforderungen an das Recht (Verbindungsthese). Sowohl der verfassunggebende als auch der verfassungsändernde Gesetzgeber sind nach dieser Position an überpositives Recht, an vorkonstitutionelle, allgemeine Rechtsgrundsätze gebunden, die allem gesetzten Recht immer schon vorausgingen und an dem dieses zu messen sei.

#### Religionsverfassungsrecht
Aus religionsverfassungsrechtlicher, staatskirchenrechtlicher Sicht, das heißt nach dem rechtlichen Verhältnis zwischen Staat und Religionsgemeinschaften, kann man zwischen Verfassungsstaaten mit Staatskirche oder Staatsreligion und säkularen Verfassungsstaaten unterscheiden.
- Verfassungsstaaten mit Staatskirche oder mit Staatsreligion sind z. B.:

die argentinische Republik. Der Artikel 2° der argentinischen Verfassung lautet:
„El Gobierno federal sostiene el culto católico apostólico romano.“
„Die Bundesregierung unterstützt den römisch-katholisch-apostolischen Kult.“;
das Königreich Norwegen nach Artikel 2 Sätze 2 und 3 der norwegischen Verfassung:
„Die evangelisch-lutherische Konfession verbleibt öffentliche Religion des Staates. Die Einwohner, die sich zu ihr bekennen, sind verpflichtet, ihre Kinder in derselben zu erziehen.“;
die Republik Griechenland, das Fürstentum Monaco, das Vereinigte Königreich (→ Church of England);
die Islamische Republik Afghanistan und die Islamische Republik Iran.
Säkulare Verfassungsstaaten sind zum einen die laizistischen Verfassungsstaaten:
1. entweder mit strikter Trennung von Religionsgemeinschaften und Staat wie in der Französischen Republik (aufgrund des Gesetzes von 1905 zur Trennung von Kirche und Staat; siehe auch „Verbot des Tragens auffälliger religiöse Symbole[9] in öffentlichen Schulen“: Kopftuchstreit) oder aber mit staatlicher Kontrolle der Religion wie in der Republik Türkei (→ Religionen in der Türkei),
2. zum anderen die Verfassungsstaaten mit hinkender Trennung (nach Ulrich Stutz), d. h. mit Kooperation zwischen Religionsgemeinschaften und Staat, wie z. B. die Bundesrepublik Deutschland (→ Kirchensteuer, theologische Fakultät, Konkordatslehrstuhl, Religionsunterricht, Konkordat) und die Schweiz.

## Verfassungsgeschichtliche Ursprünge

### Frankreich
Frankreich bzw. die neuere französische Verfassungsgeschichte kann als konstitutionelles Laboratorium und wichtiger Ursprung historisch einflussreicher Modelle europäischer Verfassungsstaaten angesehen werden.
„Frankreich war Vorbild Europas nicht nur wegen der ersten, tatsächlich in Kraft getretenen geschriebenen Verfassung, sondern auch als konstitutionelles Laboratorium, denn kein anderes Land bietet ein verfassungsshistorisch so bewegtes Bild.“
Die französische Verfassung von 1791 mit der ihr vorangestellten Erklärung der Erklärung der Menschen- und Bürgerrechte aus der Frühphase der Französischen Revolution wurde zum Modell des europäischen Konstitutionalismus. In einer einzigen Urkunde sind schriftlich niedergelegt: die Grundrechte und die Regeln der Staatsorganisation; legitimiert ist die Verfassung durch die Volkssouveränität. Eine Verfassungsänderung bleibt der konstituierten Staatsgewalt verwehrt und allein der revolutionären verfassunggebenden Gewalt des Volkes vorbehalten.
In den Jahren 1791–1958 wurden die französischen Verfassungen siebzehnmal abgeändert: in diesem konstitutionellen Laboratorium wurden die unterschiedlichsten Typen des Verfassungsstaates ausprobiert und zwar in einem Wechsel von vier konstitutionellen Monarchien, diversen Diktaturen, zwei Kaiserreichen und fünf Republiken. Das umstürzlerische Verfassungskarussell wurde dabei durch drei Revolutionen, drei Staatsstreiche und zahlreiche Plebiszite wiederholt in Gang gesetzt.

### Vereinigte Staaten von Amerika
Die USA bieten das Beispiel eines seit über zweihundert Jahren stabilen Verfassungsstaates mit integrierter Verfassungsgerichtsbarkeit. Während Frankreich ein Beispiel für große Verfassungsinstabilität ist – Verfassungen wurden radikal beseitigt und jeweils durch neue ersetzt –, zeigt der Verfassungsstaat USA das gegenteilige Bild einer quasi-zeitlosen Verfassungskontinuität:
„Die Verfassung der Vereinigten Staaten ist die älteste noch gültige schriftliche Verfassung der Welt.“
In den USA vollziehen sich Verfassungsänderungen im Rahmen der Verfassung, ohne dass es einer Verfassungsneugebung bedarf. Seit ihrem Inkrafttreten 1787 bis heute ist die Verfassung der Vereinigten Staaten in mehr als 220 Jahren nur 27-mal durch  amendments, „Zusatzartikel“, geändert worden. Der Urtext der US-Verfassung war sehr kurz und bestand aus nur sieben Artikeln; die weitblickenden founding fathers genießen eine fast mythische Verehrung. Ihre Federalist Papers sind bis heute wichtige Quellen des verfassungstheoretischen Diskurses.
Der Staatsrechtler Martin Kriele bewertet die historische Entwicklung in den so gegensätzlichen Verfassungsstaaten Frankreich und den USA wie folgt:
„Die Behauptung, die Franzosen hätten seit 1789 ein viel demokratischeres Leben geführt als die Engländer und Amerikaner, läßt sich nur mit dem Argument verteidigen, sie hätten so häufig vom ‚pouvoir constituant‘ Gebrauch gemacht und damit die Volkssouveränität unter Beweis gestellt. Vergleicht man hingegen den Alltag des politischen Lebens, so hatten die Franzosen in der Bilanz sehr viel weniger Demokratie als die angelsächsischen Länder.“
Ihre Langlebigkeit verdankt die US-amerikanischen Verfassung neben ihrer Kürze und der gründungsmythischen Verehrung vor allem ihrer großen Flexibilität. Sie ermöglichte es z. B. dem Supreme Court, sich selbst für kompetent zu befinden, Bundesgesetze auf ihre Verfassungsmäßigkeit hin zu überprüfen und gegebenenfalls für nichtig zu erklären. So geschehen im Jahre 1803 im Verfahren Marbury v. Madison. Mit dieser richterlichen Präzendenz-Entscheidung wurde weltweit zum ersten Mal die Verfassungsgerichtsbarkeit, „Judicial Review“, eingeführt. Die USA wurden zum Vorbild für viele später entstandene Verfassungsstaaten. Ihr ureigenster Beitrag, die Erfindung der Verfassungsgerichtsbarkeit, initiiert durch couragierte Richter, wurde mit erheblicher Verspätung in einigen europäischen Verfassungsstaaten im 20. Jahrhundert übernommen und dort weiterentwickelt. Während im US-amerikanischen Pioniermodell seit 1803 die Verfassungskontrolle nur als Funktion zusätzlich in die ordentliche Gerichtsbarkeit integriert worden ist, verselbstständigte sich die Verfassungsgerichtsbarkeit in Europa und gewann institutionelle Eigenständigkeit. Zunächst entstand in Österreich 1920 das weltweit erste selbstständige Verfassungsgericht, nämlich der auf Hans Kelsen zurückgehende Österreichische Verfassungsgerichtshof. Nach 1945 begann dann die eigentliche „Expansion der institutionellen Verfassungsgerichtsbarkeit“: 1948/1956 in Italien La Corte costituzionale italiana; 1949/1951 in der Bundesrepublik Deutschland das Bundesverfassungsgericht; 1958 in Frankreich der Conseil Constitutionnel; 1978/1980 in Spanien El Tribunal Constitucional de España; 1982/1983 in Portugal O Tribunal Constitucional de Portugal. Nach 1989 entstanden eigenständige Verfassungsgerichte in den Transformationsstaaten des Ostblocks. Auch außerhalb Europas entstanden eigenständige Verfassungsgerichte, z. B. 1988 in Südkorea und 1995 in Südafrika.

### Großbritannien
Ein Sonderfall ist das Vereinigte Königreich Großbritannien und Nordirland, ein Land, das bis heute über keine geschriebene Verfassung verfügt und das dennoch als Verfassungsstaat gilt. So schreibt der Darmstädter Historiker Hans-Christoph Schröder:
„England besaß zu einer Zeit, als andere Länder sich Verfassungen gaben, schon wesentliche Züge eines modernen Verfassungsstaates.“
Das Vereinigte Königreich besitzt eine aus der besonderen Tradition des angelsächsischen Rechtskreises („Common Law“) erwachsene, ungeschriebene Verfassung. Zum einen beruht sie auf „quasi-konstitutionellen“ historischen Dokumenten wie z. B. auf der Magna Carta, der Petition of Rights und auf dem Habeas Corpus Act; zum anderen leitet sie sich von der Rechtstradition des Common Law her. So wurde in England der Konstitutionalismus zwar erfunden, aber nicht zu Ende geführt, was eben in dem anderen Verfassungsverständnis des englischen Rechtssystems (wie common law, case law und rule of law) begründet ist.
Im Vereinigten Königreich gilt das historisch gewachsene Prinzip der Parlamentssouveränität, welches bis auf die Bill of rights von 1689 zurückreicht. Die seit der französischen Revolution für Kontinentaleuropa so grundlegende Lehre von der verfassunggebenden Gewalt des Volkes blieb deshalb im Vereinigten Königreich ohne großen Widerhall. Auch eine eigenständige Verfassungsgerichtsbarkeit konnte sich aufgrund der unterschiedlichen Rechtstradition nicht herausbilden.
Erst in jüngster Zeit – im Zusammenhang mit den Bestrebungen, der Europäischen Union eine Verfassung zu geben – gewinnen die Themenbereiche constituent power of the people, popular sovereignty und a written constitution for Great Britain neue Aktualität und werden kontrovers im Inselstaat diskutiert.

## Aktuelle Formen

### Verfassungsstaaten mit absolutistischer oder theokratischer Ordnung
Die letzte absolute Monarchie Europas, der Vatikanstaat, hat sich eine geschriebene Verfassung gegeben, in welcher der Absolutismus fortgeführt wird. Der pouvoir constituant liegt beim Monarchen (monarchisches Prinzip) und alle Staatsgewalt konzentriert sich in seinen Händen; es gibt weder Volkssouveränität noch Gewaltenteilung noch einen Grundrechtekatalog. So heißt es denn im Artikel 1 des Neuen Grundgesetzes des Vatikanstaates aus dem Jahre 2023 wörtlich:
„Der Papst, Souverän des Staates der Vatikanstadt, besitzt die Gesamtheit der Regierungsgewalt, welche die gesetzgebende, exekutive und richterliche Gewalt umfasst“
Die Islamische Republik Iran, eine Theokratie, besitzt eine schriftlich fixierte, religiös legitimierte Verfassung:
„Nach dem islamischen Juristen Shabani wird in laizistischen Staaten auf der Grundlage des Volkswillens regiert. Der Volkswille und die Stimme des Volkes seien in solchen Systemen die Hauptquelle der Macht.
In Staaten, in denen jedoch ‚göttliche Ideen‘ und islamische Weltanschauung herrsche, sei lediglich der göttliche Wille die Quelle und Hauptbegründung der Herrschaft. Daher seien die Hauptquelle der Verfassung nunmehr der Koran und die Sonnat, auf deren Grundlage die iranische Verfassung errichtet worden ist.“
Nach Artikel Art. 94 obliegt dem Wächterrat die Funktion einer präventiven Verfassungsgerichtsbarkeit. Er hat die Aufgabe, sämtliche Beschlüsse des (Einkammer-)Parlaments innerhalb von zehn Tagen auf ihre Übereinstimmung mit den Prinzipien des Islams und der Verfassung der Islamischen Republik Iran zu überprüfen; sind Widersprüche erkennbar, wird der Gesetzesvorschlag zurückgewiesen.
Auch die Islamische Republik Afghanistan legitimiert ihre neue Verfassung religiös: der Islam ist Staatsreligion – siehe Präambel und Artikel 2 der neuen Verfassung. Nach der Beseitigung des islamistischen Taliban-Regimes wurde im Rahmen des Petersberger Abkommens die Einrichtung einer afghanischen verfassunggebenden Versammlung vereinbart, genannt Constitutional Loja Jirga, welche dann die neue afghanische Verfassung ausarbeitete und im Januar 2004 verabschiedete:
„Als ein typischer Fall eines ‚law in the books‘ basiert sie auf den modernen Prinzipien der Demokratie und Gewaltenteilung, respektiert die Menschenrechte (Artikel 7) und verbürgt alle wesentlichen Grundrechte [Artikel 22 ff. AVerf 2004] […]. Unbeantwortet ist die Frage, wie sie mit den heiligen Prinzipien des Islam, an welche die Staatsform der Islamischen Republik gleichwohl gebunden ist, in Einklang gebracht werden kann.“
Denn gleichzeitig wurde mit der Verfassung von 2004 die Scharia wieder eingeführt; es heißt nämlich in Artikel 3:
„In Afghanistan darf kein Gesetz dem Glauben und den Bestimmungen der heiligen Religion des Islam widersprechen.“
Artikel 149 der Verfassung Afghanistans verleiht der Scharia Ewigkeitsgarantie:
„Die Bestimmungen, nach denen die Grundzüge der heiligen Religion des Islam und die Ordnung der Islamischen Republik befolgt werden müssen, können nicht geändert werden.“

### Verfassungsstaaten mit rechtsstaatlich-demokratischer Ordnung
In der heutigen staatsrechtlichen Literatur wird der Begriff Verfassungsstaat überwiegend in einem engen materiellen Sinne verwendet: er bezieht sich auf einen bestimmten Idealtypus des Verfassungsstaates, nämlich den freiheitlich-demokratischen Rechtsstaat westlicher Prägung, in dem die jeweilige Verfassung und Verfassungswirklichkeit den Bürgern Grundrechte garantieren:
„Der Verfassungsstaat umfasst drei Essentialia, die seit der Französischen Revolution jeder ‚Verfassung‘ eigen sind, ‚die ihren Namen verdient‘: Demokratie, Grundrechte und Gewaltenteilung. Hinzu kommen Züge, die traditionell das deutsche Konzept des Verfassungsstaates prägen: Rechtsstaat, Föderalismus und soziales Staatsziel.“
Merkmale der Rechtsstaatlichkeit, an welchen ein Staatswesen gemessen wird, damit es als freiheitlicher demokratischer „Verfassungsstaat“ in diesem engeren Sinne gelten kann, sind u. a. Menschenrechte, Volkssouveränität, Gewaltenteilung, Pluralismus und das Vorhandensein einer unabhängigen Verfassungsgerichtsbarkeit, welche über die Einhaltung der Verfassungsnormen wacht (→ Normenkontrolle) und an die sich jeder Bürger wenden kann, wenn er sich von der Staatsgewalt in seinen Grundrechten beeinträchtigt glaubt (→ Verfassungsbeschwerde).
Ähnliche Anforderungen an „eine Verfassung, die ihren Namen verdient“ finden sich bereits in der Französischen Erklärung der Menschen- und Bürgerrechte vom 26. August 1789, die vielen Verfassungen Frankreichs vorangestellt war und die noch heute in Frankreich geltendes Verfassungsrecht ist. Dort heißt es in Artikel 16:
„Toute société dans laquelle la garantie des droits n’est pas assurée, ni la séparation des pouvoirs déterminée n’a pas de constitution.“
(„Eine Gesellschaft, in der die Gewährleistung der Rechte nicht gesichert und die Gewaltenteilung nicht festgelegt ist, hat keine Verfassung.“)

### Konstitutionalisierung der Europäischen Union
Einen Sonderfall verfassungsstaatlicher Entwicklung stellt der Versuch am Beginn des 21. Jahrhunderts dar, der internationalen Organisation der Europäischen Union eine verfassungsrechtliche Grundlage zu geben. Mit den Beratungen des Europäischen Konvents hatte die Frage einer Konstitutionalisierung der EU neue Aktualität erhalten. (Siehe dazu: Verfassunggebende Versammlung: EU und Verfassungs-Vertrag.) Insbesondere sollte sie der Union eine einheitliche Struktur und Rechtspersönlichkeit geben und die bis dahin gültigen Grundlagenverträge (vor allem EU-, EG- und Euratom-Vertrag) ablösen; die bisherige formale Unterteilung in EU und EG sollte entfallen. Gegenüber dem bisher gültigen Vertrag von Nizza sollte die EU zusätzliche Kompetenzen erhalten, außerdem sollte ihr institutionelles Gefüge geändert werden, um sie demokratischer und handlungsfähiger zu machen.
Der Entwurf eines EU-Verfassungsvertrags wurde 2003 von einem Europäischen Konvent erarbeitet und am 29. Oktober 2004 in Rom feierlich von den Staats- und Regierungschefs der EU-Mitgliedstaaten unterzeichnet. Er sollte ursprünglich am 1. November 2006 in Kraft treten. Da jedoch nach gescheiterten Referenden in Frankreich und den Niederlanden nicht alle Mitgliedstaaten den Vertrag ratifizierten, erlangte er keine Rechtskraft. Stattdessen schlossen im Dezember 2007 die europäischen Staats- und Regierungschefs unter portugiesischer Ratspräsidentschaft den Vertrag von Lissabon ab, der am 1. Dezember 2009 in Kraft trat.